# Szakács család (székelyszenterzsébeti)
Szakács János Péchi Simon ajánlására és közbenjárására kapta a nemességet és címert adományozó oklevelet 1618. november 3-án Kolozsvárott Bethlen Gábor erdélyi fejedelemtől.

## A Szakács család eredete
A Szakács nevet többféle képen írták: „1403: Zakach,…1437: Sakach, …1548: Szakacz,…1614: Szakaczy,…a szakács ételkészítéssel (hivatásszerűen) foglalkozó férfi.”
Ugyanezt tapasztalható a lustrák, valamint a székelyszenterzsébeti, a fellaki, a székelyudvarhelyi és a felső-töőki anyakönyvek alapján is, a Szakács (székelyszenterzsébeti) nevet 1602-től kezdve a következőképpen írták: 1602 és 1634 között Zakaczj, 1635 és 1652 között Zakacz, 1653 és 1681 között Szakats, 1682 és 1874 között Szakáts, 1875-től pedig Szakács nevet használták. 
„Bethlen Gábor erdélyi fejedelem a Szakacz Jánosnak 1618. nov. 3-án nem csak címeres levelet adományoz, hanem a Szent Erzsébeten lévő házát is felszabadítja, ezen nemeslevél 1632. júl. 12-én Udvarhelym. hirdettetett ki. 1732. máj. 10. és 1783. márc. 28. a család nemessége a legfelsőbb helyen igazoltatott, melynek alapján 1793. márc. 14-én Szakács János dévai lakós Udvarhely megyétől nemesi bizonyságlevelet kap s ennek alapján 1793. április 23-án Hunyad vármegye nemesei közé felvették. 1825. febr. 15-én Szakács Sándor fiai Udvarhelym. nyert ns. biz., ugyanezen évben Zarándvármegyében hirdettetett ki. …A nemesi levél Szakáts Péter birtokában, Bikafalva. Vallás református.”

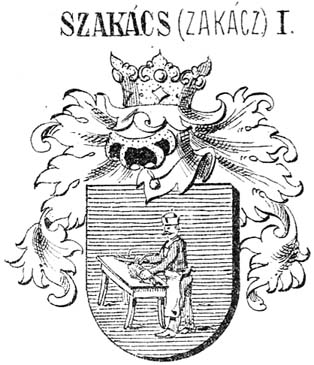
Szakács János 1618. november 3-án Kolozsvárott Bethlen Gábortól kapott címere

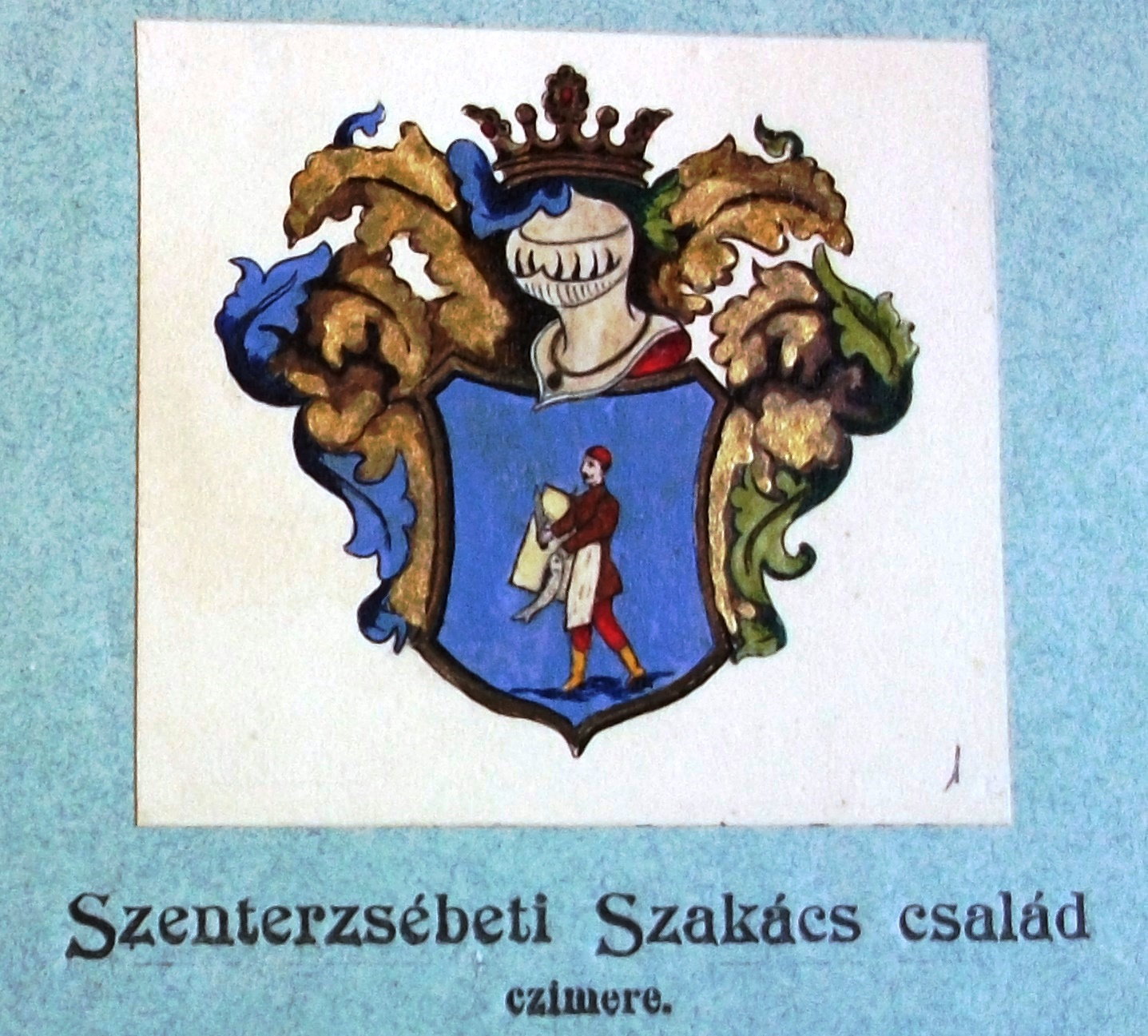
Szakács János 1618. november 3-án Kolozsvárott Bethlen Gábortól kapott címere. Pálmay József adattára. 1910.

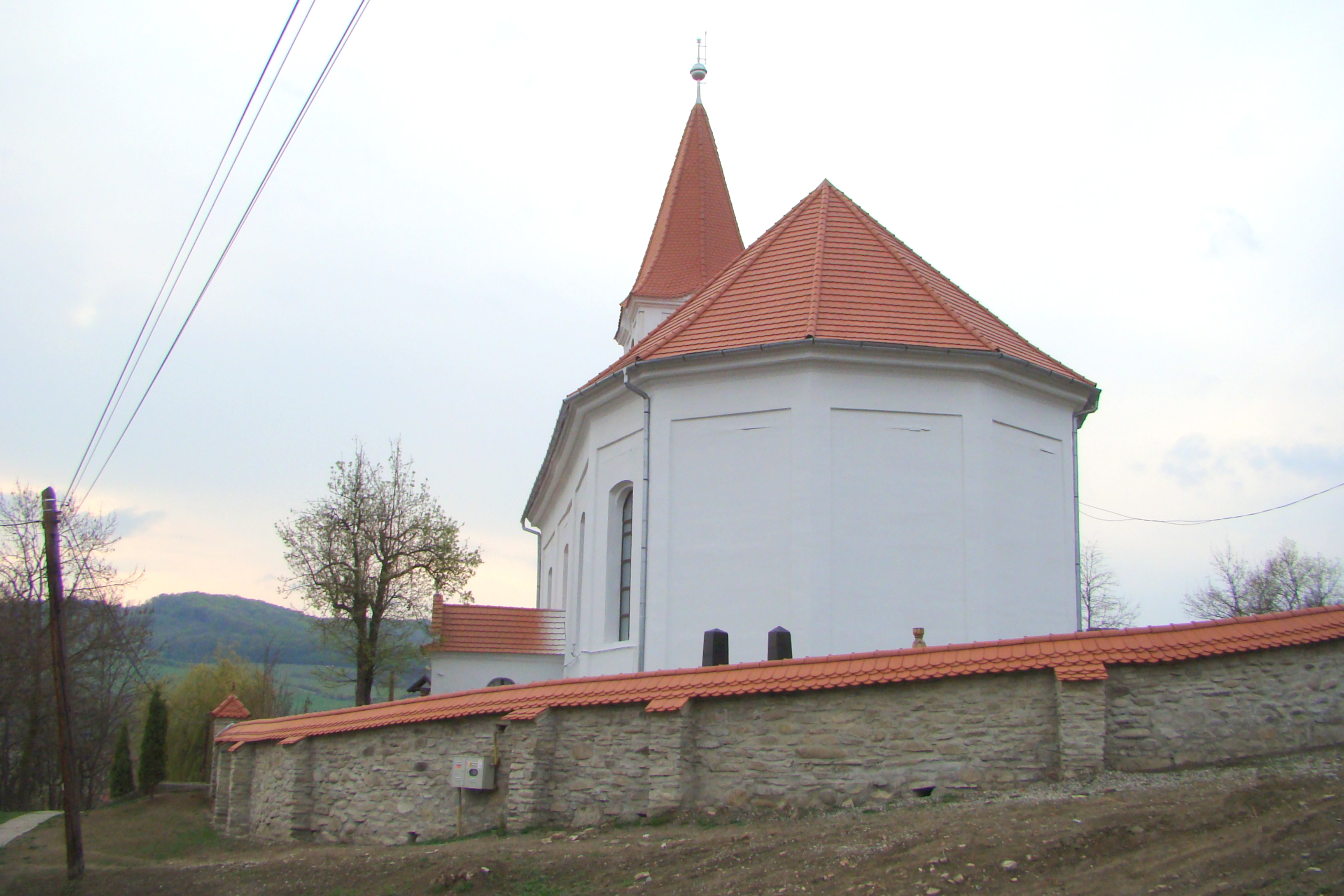
Székelyszenterzsébeti református templom 2019-ben. A Szakács család tagjai 1618 óta Szenterzsébeten élnek

## A Székelyszenterzsébeti Szakács család címere
„A Szakács család címereslevele. 1618. november 3. Kolozsvár. A Bethlen Gábor erdélyi fejedelem által Szakács Jánosnak adományozott címeres. levél 1941-ben készült formahű, hitelesített másolata. Címer: álló, csücsköstalpú tárcsapajzs kék mezejében vörös ruhás, fehér kötényes férfi az előtte levő asztalra helyezett halat tisztítja. Sisak: balra fordult csőrsisak koronával. Takaró: kék-arany, kék-arany-zöld. Szakács János Péchi Simon ajánlására és közbenjárására kapta a nemességet és címert adományozó oklevelet. Érdemeiről nem szól az oklevél, neve és a címerkép összecsengése azonban egyaránt mutatja, hogy pártfogója konyhájának lehetett kiemelkedő mestere. ”

Levéltári Közlemények, 56. (1985) 2.  Krónika. Nyulásziné, Straub Éva: Foglalkozások és eszközeik címereslevelekben: a MOL kiállítása, 1985. szeptember 10-től: katalógus. 5. tárló. A Szakács család címeres levele. 290.

## A székelyszenterzsébeti Szakács családfa
- A1 János (Székelykeresztúr 1575-1580-†Székelyszenterzsébet, 1639 február 14. után.) lófő, földbirtokos. 1618. november 3-án nemesi oklevelet kap.
  - B1. Márton (1605-1610-†1653 után.) Szakács Márton 1635-ben lustrált. 1639-es egyházi összeírásban feleségével szerepel. Az 1653. évi lustrában szerepel Szakács Márton, aki a moldvai hadjáratban nem vett részt.
  - B2. Boldizsár (1606-1611-†1653 után.) Szakács Boldizsár 1635-ben egy lóval lustrált. Az 1653. évi   lustrában szerepel, a moldvai hadjáratban nem vett részt, másodszor nem ment hadba, mert sánta volt.
  - B3. György I.  (1605-1612-†1640 után.) Szakács György 1635-ben lustrált. 1639-es egyházi összeírásban szerepel. Egy 1640-ben kelt fejedelmi oklevélben fordul elő. 
    - C1. Márton 1640
    - C2. György II.  (1650 k.–†1712 után.) neje: Tordai N. 
      - D1. György III.  (1680 k.-) Az 1722. évi lustra könyvben fordul elő. 
        - E1. János
        - E2. György IV.  (1704 k.-†1762 után.)
        - E3. Mihály

      - D2.  Zsigmond I. (1682 k.-)
        - E1. Zsigmond II. 
        - E2. Dániel Betfalvan élt.

      - D3. János I.  (Székelyszenterzsébet, 1683 k.-†1722 után.) Az 1700 1712 és 1722 évi lustra könyvekben fordul elő. 
        - E1. György V.  (Székelyszenterzsébet, 1703 k.-†1762 után.) 
          - F1. György VI. (Székelyszenterzsébet, 1740 k.-) neje: Kádár Kata (Székelyszenterzsébet, 1742 k.-†Székelyszenterzsébet, 1808 május.) Kádár Kata szülei: [Kádár György (Székelyszenterzsébet, 1718 k.-†Székelyszenterzsébet, 1773 november 5.) és  Pagyi Rebeka (1720 k.-†Székelyszenterzsébet, 1772 május 10.)]
            - G1. György VII.  (Székelyszenterzsébet, 1763 március-†Székelyszenterzsébet, 1763 március 31.)
            - G2. Kata (Székelyszenterzsébet, 1772 június 27.-†Székelyszenterzsébet, 1774 június 15.)

        - E2. Sámuel (Székelyszenterzsébet, 1704 k.-† Székelyszenterzsébet, 1763 március 31.) Az 1722 évi lustra könyvben fordul elő.
        - E3. Dániel (Székelyszenterzsébet, 1706 k.-†Székelyszenterzsébet, 1773 április 9.) N. N. (-†Székelyszenterzsébet, 1790 június 5.)
        - E4. Mózes I. . (Székelyszenterzsébet, 1708 k.-)
          - F1. Mózes II.  (Székelyszenterzsébet, 1730 k.-) 
            - G1. Mózes III.  (Székelyszenterzsébet, 1760-†Székelyszenterzsébet, 1838 szeptember 11.) neje: Lőrinzi Anna (Székelyszenterzsébet, 1764-†Székelyszenterzsébet,  1827 május 24.) Székelyszenterzsébet, 1782 k.
              - H1. Borbála (Székelyszenterzsébet, 1784 október 13.-†Székelyszenterzsébet, 1784 október 28.)
              - H2. Mózes IV.  (Székelyszenterzsébet, 1787 április 30.-†Székelyszenterzsébet, 1869 augusztus 13.) neje: Kováts Sára. (Székelyszenterzsébet, 1786 október 19.-†Székelyszenterzsébet, 1860 március 18.) Székelyszenterzsébet, 1811 május 14. Kováts Sára szülei Kováts Mózes és Bálint Zsuzsanna.
              - H3. Zsuzsanna (Székelyszenterzsébet, 1791 június 6.-†Székelyszenterzsébet, 1851 december 30.) férje: Szakács Elek (Székelyszenterzsébet, 1788-†Székelyszenterzsébet, 1850 október 21.) Székelyszenterzsébet, 1813 november 27. 
                - I1. József (Székelyszenterzsébet, 1814 július-)
                - I2. Gergely I (Székelyszenterzsébet, 1817 március 14.-†Székelyszenterzsébet,1867 április 7.)
                - I3. Mária (Székelyszenterzsébet, 1820 január 28.-†Székelyszenterzsébet, 1852 július 2)
                - I4. József II.  (Székelyszenterzsébet, 1822 március 17.-†Székelyszenterzsébet,  1884 június 26.) neje: Szakács Julianna (Székelyszenterzsébet, 1820 október 3.-†Székelyszenterzsébet, 1906 augusztus 24.) Székelyszenterzsébet, 1850 augusztus 23.

              - H4. Imre (Székelyszenterzsébet, 1798 szeptember 10.-) neje: Buzogány Klára. Székelyszenterzsébet, 1820 január 25.
                - I1. Judit (Székelyszenterzsébet, 1822 november 22.-) Székelyszenterzsébet, 1844 február 13.

            - G2. Zsigmond (Székelyszenterzsébet, 1776 március 22.-)

      - D4. Boldizsár I. (1690 k.-†1745 után.)
        - E1. BoldizsárII.  (Székelyszenterzsébet,1715-†Székelyszenterzsébet, 1788 február 28.) neje: Kádár Éva (1719-†Székelyszenterzsébet, 1783 június 9.) 
          - F1. Ádám (Székelyszenterzsébet, 1747-†Székelyszenterzsébet, 1827 december 23.)  neje: szenterzsébeti Tordai Kata. (1754-†Székelyszenterzsébet, 1827. december 3.) Székelyszenterzsébet 1772 november 10.
            - G1. Gergely (Székelyszenterzsébet, 1773 szeptember 20.-†1829 után,) neje: bágyi Dáné  Anna. (Bágy, 1785-†Székelyszenterzsébet, 1809 szeptember 6.) (Székelyszenterzsébet, 1807 november  24. Birtokos, ügyvéd.
              - H1. Rákhel. (Székelyszenterzsébet, 1808 március 18.-†Székelyszenterzsébet,1883. március 17.) férje: Szakács Péter II. Székelyszenterzsébet, 1805. szeptember 1.-†Székelyszenterzsébet,1886. szeptember 18.) Székelyszenterzsébet, 1829. február 8.

            - G2. Boldizsár III.  (Székelyszenterzsébet, 1776 március 10.-†Székelyszenterzsébet, 1865. április 15.)
              - H1. Anna (Székelyszenterzsébet, 1809 február 28.-†Székelyszenterzsébet, 1872 november 2.)
              - H2. Rozália (Székelyszenterzsébet, 1810 január 7.-†Székelyszenterzsébet,1875. január 2.) férje: nemzetes magyarzsákodi Kudci Lajos. Székelyszenterzsébet, 1832 január 22.

            - G3. Mihály (Székelyszenterzsébet, 1777 december 8.-†Székelyszenterzsébet, 1845 december 19.)
            - G4. Dániel (Székelyszenterzsébet, 1779 április 18.-†Székelyszenterzsébet, 1866 június 25.)  neje: Szabó Borbála,(Székelyszenterzsébet, 1810 május 16.
              - H1. Péter (Székelyszenterzsébet,1811. március 27.-†Székelyszenterzsébet, 1811 március  29.)
              - H2. Anna (1820 július 31.-†1837 előtt.)
              - H3. János (Székelyszenterzsébet, 1825 január 14.-) neje: Hajdó Klára (Székelyszenterzsébet, 1821. május 11.-) Székelyszenterzsébet,1850. április 29.
                - I1. Miklós (Székelyszenterzsébet, 1853 július 10.-†1937 július 20.) 1. neje: Gergely Eszter. (A gyermekei első feleségétől születtek.) 2. neje: László Zsuzsa. 
                  - J1. Géza (1877-)
                  - J2. Lőrinc (Székelyszenterzsébet, 1879 szeptember 3.-†1929 március 20.) neje: Szabó Klára (Székelyszenterzsébet, 1886 február 2.-†Székelyszenterzsébet, 1975 február 13.). Székelyszenterzsébet, 1906 május 22.
                    - K1. Albert (Székelyszenterzsébet, 1908 junius 6.-†Székelyszenterzsébet, 1985 március 4.) neje: Mátéffy Köntén Gizella (1913 június 12.-†Székelyszenterzsébet, 1997 március 18.) Székelyszenterzsébet, 1931 május 12.
                    - K2. Eszter (Székelyszenterzsébet, 1911 június 2.-†Székelyszenterzsébet, 1981 február 20.) férje: Egyed János (Székelyszenterzsébet, 1906 január 23.-†Székelyszenterzsébet, 1971 november 8.) Székelyszenterzsébet, 1930 április 22.

          - F2. László I.  (Székelyszenterzsébet, 1749-†Székelyszenterzsébet, 1814 június 20.) neje: Balás Debora (1752 k.-) Székelyszenterzsébet, 1779 március 16. 
            - G1. Achilles (Székelyszenterzsébet, 1782 január 27.-) neje: Kis Zsuzsa, Székelyszenterzsébet, 1819 július 19.
            - G2. Sára (Székelyszenterzsébet, 1783 december 28.-†Székelyszenterzsébet,1854. február 14.)
            - G3. Simeon (Székelyszenterzsébet,1784. december 12.-)
            - G4. Elek (Székelyszenterzsébet, 1788-†Székelyszenterzsébet, 1850 október 21.) neje: Szakács Zsuzsanna, (Székelyszenterzsébet, 1788 április 23.-†Székelyszenterzsébet, 1851 december 30.) Székelyszenterzsébet, 1813 november 27. 
              - H1. József I.  (Székelyszenterzsébet,1814. július-†Székelyszenterzsébet, 1819 február 20.)
              - H2. Gergely I.  (Székelyszenterzsébet, 1817 március 14.-†Székelyszenterzsébet, 1867 április 7.) neje: Bálint Anna. (Székelyszenterzsébet,1818. május 6.-†Székelyszenterzsébet, 1872 október 11.) Székelyszenterzsébet, 1839 január 1. Bálint Anna szülei Bálint Ferenc (Székelyszenterzsébet, 1784 november 1.-) és Murvai Sára. Székelyszenterzsébet, 1809 július 1. 
                - I1. Julianna (Székelyszenterzsébet, 1839 október 15.-†Székelyszenterzsébet, 1850 november 23.)
                - I2. Mihály (Székelyszenterzsébet, 1840 május 15.-†Székelyszenterzsébet, 1843 december 23.)
                - I3. Gergely II.  (Székelyszenterzsébet, 1841 február 28.-†1889 július 5. után.) neje: Tordai Kata (1848 szeptember 21.-†Székelyszenterzsébet, 1889 július 5.) Székelyszenterzsébet, 1871 június 6. Tordai Kata szülei: Tordai Mózes és Mátéfy Julianna.
                  - J1. Róza (Székelyszenterzsébet, 1875 február 7.-) férje: Egyed Péter (Székelyszenterzsébet, 1867 július 14.-†Székelyszenterzsébet, 1951 december 25.) Székelyszenterzsébet, 1891 április 7.
                  - J2. Julianna (Székelyszenterzsébet, 1882 május 13.-†Székelyszenterzsébet, 1889 július 23.)

                - I4. Sándor (Székelyszenterzsébet, 1845 május 14.-†Székelyszenterzsébet, 1869 április 13.).

              - H3. Mária (Székelyszenterzsébet, 1820 január 28.-†Székelyszenterzsébet, 1852 július 2. férje: Kádár Gergely. (Székelyszenterzsébet, 1824 október 30.-†Székelyszenterzsébet, 1849 szeptember 29.) Székelyszenterzsébet, 1843 február 26. Gyermekük nem volt.
              - H4. József II.  (Székelyszenterzsébet, 1822 március 17.-†Székelyszenterzsébet, 1884 június 26. neje: Szakács JuliannaSzékelyszenterzsébet, 1820 október 3.-†Székelyszenterzsébet, 1906 augusztus 24.) Székelyszenterzsébet, 1850 augusztus 23.

            - G5. László II.  (Székelyszenterzsébet, 1791 október 27.-†Székelyszenterzsébet, 1874 május 19.) Földbirtokos, nemes. 1. neje: Mózes Judit (Székelyszenterzsébet, 1799 január 31.-† Székelyszenterzsébet, 1860 október 30.), Székelyszenterzsébet, 1817 február 9. 2. neje: Nagy Sára, özvegy (1806-) Székelyszenterzsébet, 1866 január 24. 
              - H1. Mihály (Székelyszenterzsébet, 1823 október 5.-†Székelyszenterzsébet, 1889 április 23.) neje: Szakács Borbála. (Székelyszenterzsébet, 1823 augusztus 13.-†Székelyszenterzsébet, 1892 május 10.) Székelyszenterzsébet, 1844. február 13. Szakács Borbála szülei Szakács József és Hajdó Sára. 
                - I1. Mária, Julianna (Székelyszenterzsébet, 1847 január 21.-)
                - I2. Mária (Székelyszenterzsébet, 1848 szeptember 28.-†Székelyszenterzsébet, 1901 szeptember 10.) férje: Bertalan György (Székelyszenterzsébet, 1846 október 10.-†Székelyszenterzsébet, 1918 november 29.) Székelyszenterzsébet, 1875. június 29.

              - H2. Rebeka (Székelyszenterzsébet, 1827 január 13.-†Székelyszenterzsébet, 1853 november 30.)
              - H3. Júlia (Székelyszenterzsébet, 1829 november 23.-) férje: Simo József özvegy (1809-) 1852. március 2.
              - H4. Elek (Székelyszenterzsébet, 1833 június 15.-) 1. neje: Török Borbála (1837-). Székelyszenterzsébet, 1855. június 12. 2. neje: Szakács Éva. 1867
                - I1. Judit (Székelyszenterzsébet, 1859 január 14.-) Török Borbálától.
                - I2. János (Székelyszenterzsébet, 1861 június 28.-) Török Borbálától.
                - I3. Mária (Székelyszenterzsébet, 1864 február 25.-†Székelyszenterzsébet, 1873 augusztus 13.) Török  Borbálától.
                - I4. Karolina (Székelyszenterzsébet, 1866 július 8.-) Török Borbálától.
                - I5. Máris (Székelyszenterzsébet, 1868 május 29.-) Szakács Évától.
                - I6. Julianna (1870-†Székelyszenterzsébet, 1872 október 1.) Szakács Évától.
                - I7. Róza (Székelyszenterzsébet, 1876-†Székelyszenterzsébet, 1879 február 14.) Szakács Évától.

              - H5. Klára (Székelyszenterzsébet, 1836 március 22.-)
              - H6. Mária (Székelyszenterzsébet, 1840 március 21.-)

          - F3. Elek (Székelyszenterzsébet, 1760-†Székelyszenterzsébet, 1834 április 13.) neje: Lőrinczi Sára. Székelyszenterzsébet, 1787 május 15.

        - E2. Sándor I.  (1735 k.-†Székelyudvarhely, 1809 december 25.) Követ 1792. és 1794. neje: Kolosvári Mária  (1740 k.-†Székelyudvarhely, 1820 január 17.) Székelyudvarhely, 1759 szeptember 19..
          - F1. Mária (Székelyudvarhely, 1760 augusztus 27.- ) férje: Bitai László özvegy ember, Székelyudvarhely, 1784 március 25.
          - F2. Mihály I.  (Székelyudvarhely, 1763 február 16.-†Székelyudvarhely, 1837 január 17.) neje: Kassai Klára (Székelyudvarhely, 1760 január 9.-†Székelyudvarhely, 1832 augusztus 28.) Székelyudvarhely, 1783 július 10. Szíjgyártó, (lószerszám készítő). Kassai Klára szülei nemes Kassai József I. (1737 k.-†1763 január 30.) és Kállai Mária. (1740 k.-†Székelyudvarhely, 1809 szeptember 23.) Székelyudvarhely, 1755 június 11. Özvegy Kállai Mária 2. férje: Bodzoki József Székelyudvarhely, 1765 február 13.] 
            - G1. Mihály II.  (Székelyudvarhely, 1784 szeptember 23.-†Székelyudvarhely,1840 december 10.) neje: zetelaki Bíró Julianna (Anna) (1784-†Székelyudvarhely, 1866  március 21.) Székelyudvarhely, 1807 február 10. Szíjgyártó. (lószerszám készítő) mester legény.
              - H1. Anna I.  (Székelyudvarhely, 1807 december 16.-†1810 előtt.)
              - H2. Anna II.  (Székelyudvarhely, 1810 május 26.-†Székelyudvarhely, 1880 április 3..) férje: Verestói János. (Székelyudvarhely, 1800 december 23.-) Székelyudvarhely, 1831  június 8. Verestói János apja Verestói György.
              - H3. Dániel (Székelyudvarhely, 1812 szeptember 30.-†Székelyudvarhely, 1858 augusztus 28.) neje: Vas Borbála (Székelyudvarhely, 1820 november 5.-†Székelyudvarhely, 1891 szeptember 23.) Székelyudvarhely, 1844 április 27. Vas Borbála szülei Vas Ferenc (Székelyudvarhely, 1785 október 12.-†Székelyudvarhely, 1830 augusztus 29.) 
                - I1. Borbála (Székelyudvarhely, 1845 szeptember 29.-†Székelyudvarhely, 1848 augusztus 4.)

              - H4. Imre I.  (Székelyudvarhely, 1815 június 24.-†Székelyudvarhely, 1892. február 13.) 1. neje: Domokos Júlia (Székelyudvarhely, 1822 január 31.-†Székelyudvarhely, 1848 október 11.) Székelyudvarhely, 1839 január 12. [Domokos Júlia szülei Domokos Péter és Olajos Zsuzsanna. 2. neje: Szabó Rozália (1827-†Székelyudvarhely, 1914 április 29. ) Székelyudvarhely, 1850 február 11. Az első öt (1-5) gyermek anyja az első felesége míg a többié (6-13) a második felesége.
                - I1. Imre II.  (Székelyudvarhely, 1840 január 24.-†1926 május 26.után és 1933 október 30. előtt) neje: Asztalos Anna. (Székelyudvarhely, 1846 április 2.-†Budapest, 1933 október 30. ) Székelyudvarhely, 1866 május 21. Asztalos Anna szülei Asztalos Sándor és Tordai Anna. 
                  - J1. Anna (Székelyudvarhely, 1867 augusztus 30.-)
                  - J2. Imre III.  (Székelyudvarhely, 1870 február 7.-†1872 előtt)
                  - J3. József I.  (Székelyudvarhely, 1871-†Székelyudvarhely, 1874 május 17.)
                  - J4. Imre IV.  (Székelyudvarhely, 1872 január 6.-†1936 június 30. után) neje:Asztalos Anna.
                  - J5. József II.  (Székelyudvarhely, 1878 október 4.-†1914 április 19. után.)
                  - J6. Erzsébet (Székelyudvarhely, 1881 november 21.-)
                  - J7. Károly (Székelyudvarhely, 1885 február 19.-) Dr. juris, királyi postatanácsos Budapesten.
                  - J8. Ilona (Székelyudvarhely, 1888 január 16.-†1914 április 19. után.)
                  - J9. Gyula (-†1914 április 19. után.)
                  - J10. Matild (-†1914 április 19. után.)

                - I2. Ágnes (Székelyudvarhely, 1842  január 22.-†1890 január 7.után) férje: Kállai Miklós, (Székelyudvarhely, 1835 november 6.-†1890 január 7. után) Tímár. Kállai Miklós szülei Kállai Mózes és Fabián Rozália.
                - I3. Áron (Székelyudvarhely, 1844 január 8.-)
                - I4. József I.  (Székelyudvarhely, 1846 június 2.-†1914 április 29. után1. neje: Bodrogi Zsófia. (Székelyudvarhely, 1854 augusztus 10.-†Székelyudvarhely, 1896 május 28.) Székelyudvarhely, 1873 február 15. Szakács József I. gyermekei Bodrogi Zsófiától születtek. Bodrogi Zsófia szülei ifj. Bodrogi Sándor és Orbán Mária.] 2. neje: Bodrogi Borbála (Zsófia testvére). (Székelyudvarhely, 1856 szeptember 9.-) Székelyudvarhely, 1896 december 28. Bodrogi Borbála szülei ifj. Bodrogi Sándor és Orbán Mária.] 
                  - J1. Julianna (Székelyudvarhely, 1876 május 11.-†Székelyudvarhely, 1876 május 13.)
                  - J2. Ágnes (Székelyudvarhely, 1878 február 17.-)
                  - J3. József II.  (Székelyudvarhely, 1880 március 24.-)neje: korodai Kiss Ilona.
                    - K1. József (1910-)
                    - K2. Sándor (1915-)
                    - K3. Éva (1918-)

                  - J4. Mária (Székelyszenterzsébet, 1882 április 6.-†Székelyszenterzsébet, 1962 április 21. után.) férje: Tordai Áron. (Székelyszenterzsébet, 1878 május 7.-†Székelyszenterzsébet, 1915 július 9.) Székelyszenterzsébet, 1905 november 7.
                  - J5. Áron (Székelyudvarhely, 1885 november 21.-†Székelyudvarhely, 1885 november 22.)
                  - J6. Miklós (Székelyudvarhely, 1887 október 23-) neje: Györffi Emma. 
                    - K1. Zoltán
                    - K2. Márta

                  - J7. Zsófia (Székelyudvarhely, 1890 január 7.-) férje: Esztegár Gerő kereskedő, Székelyudvarhely 1912 k.
                  - J8. Gyula (Székelyudvarhely, 1892 március 19.-). neje: László Erzsébet. (1895 július 8.-) Székelyudvarhely, 1918 április 11.

                - I5. Lajos (Székelyudvarhely, 1848 augusztus 22.-†Székelyudvarhely, 1851 január 5.)
                - I6. Ilona (Ilka)  (Székelyudvarhely, 1851 augusztus 3.-). férje: Istvánffy Lajos. (-†1914 április 19. előtt.)
                - I7. Gyula (Székelyudvarhely, 1853 augusztus 19.-) neje: zetelaki Bíró Karolina (Lina) (1858-) Székelyudvarhely, 1876 november 30.
                  - J1. Karolina (Lina)  (Székelyudvarhely, 1877 július 13.-†1914 április 29. után.) férje: Tassaly József I. (1869 november 18.-) Székelyudvarhely, 1896 november 5.

                - I8. Károly  (Székelyudvarhely, 1855 január 7.-†Székelyudvarhely, 1908 október 24. A halál oka tüdőlob.). Nőtlen. Pénzügyi titkár.
                - I9. Vilma (Székelyudvarhely, 1857 június 11.-).
                - I10.  Rozália I.  (Székelyudvarhely, 1858 szeptember 21.-†1859)
                - I11. Rozália II.  (Székelyudvarhely, 1860 április 20.-†1861 március 29. )
                - I12. Matild (Székelyudvarhely, 1863 március 20.-†Székelyudvarhely, 1928 november 7.) 1. férje: Keszler Dénes. (Székelyudvarhely, 1854 május 11.-†Székelyudvarhely, 1884 június 11.) Székelyudvarhely, 1881 május 18. [Keszler Dénes  szülei Keszler Sámuel és Bíró Julianna. 2. férje: Keszler János. (Székelyudvarhely, 1859 december 26.-†1914 április 19 után.) Székelyudvarhely, 1889 szeptember 19.
                - I13. Rozália III.  (Székelyudvarhely, 1865 május 11.-†Székelyudvarhely, 1893 január 25.) férje: Gáspár Ferenc (1861-) Székelyudvarhely, 1887 január 8.

              - H5. Rozália (Székelyudvarhely, 1818 május 21.-)férje: Asztalos Sándor.
              - H6. Júlianna (Székelyudvarhely, 1820 szeptember 18.-) férje: kézdimartonfalvi Szőke József (Székelyudvarhely, 1822 február 22.-) Székelyudvarhely, 1844. április 9. Szőke József szülei kézdimartonfalvi Szőke Dániel és Kis Katalin.
              - H7. Rebeka (Székelyudvarhely, 1823 január 9.-†Székelyudvarhely, 1867 június 24.)  férje: Vas Károly (1820 október 30.-†Székelyudvarhely, 1882 augusztus 9.) Székelyudvarhely, 1842 január 19. Vas Károly apja Vas György.

          - F3. János I.  (Székelyudvarhely, 1766 január 20.-) neje: Magyary Terézia. 
            - G1. János II. (1793-†Székelyudvarhely, 1849 december 4.) neje: Furka Ágnes.
              - H1. Sándor I.  (-†Brád, 1903 június 28. előtt.)neje: Θ Ung Berta (1830 k.-†Brád, 1912). Hét gyermekük Brádon született.
                - I1. János (-†Brád, 1903. június 28. előtt.)
                - I2. Ilka (*Brád, 1864.-†Brád, 1903. június 28.) Pichárd Henrich. (-†Brád, 1903. június 28. előtt.)
                - I3. Sándor II.  (-†Brád, 1903 június 28. után.) neje: Kányay Zsófia.
                  - J1. Sándor III. 

                - I4. Berta
                - I5. Gyula
                - I6. Ágnes
                - I7. Zelma férje: Szentiványi Elemér.

              - H2. István I.  (Székelyszenterzsébet, 1832 december 25.-†Brád 1897 november 21.) 1. neje: Werner Mária (Brád, 1840 szeptember 7.-†Brád, 1884 november 12.) 1859 december 26. 2. neje: Werner Antónia (Brád, 1842-) Brád, 1888 június 5. Szakács Istvánnak 12 gyermeke született az első feleségétől. tizenegy leánya közül csak három érte meg a felnőttkort, egyetlen fiuk István ismert jogász lett. 
                - I1. Mária (Brád, 1850 február 10.-†Brád, 1862 október 15.)
                - I2. Róza (Brád, 1861 május 14.-†Brád, 1861 május 25.)
                - I3. Ágnes (Brád, 1862 szeptember 17.-†Brád, 1862. október 3.)
                - I4. Mária (Brád, 1863 október 13. -†Brád, 1884 augusztus 10.)
                - I5. Ottilia (Brád, 1865 október 26.-†Brád, 1868 október 14.)
                - I6. Anna (*Brád, 1867 december 10.-†Brád, 1903 június 28. után.)férje: léczfalvi Szabó Lajos.Brád, 1889 szeptember 2.
                - I7. Etelka (Brád, 1869 december 7.-†Brád, 1871 július 17.)
                - I8. István II.  (Brád, 1872 március 20.-†Budapest, 1939 szeptember 25.) neje: Lóhs Minka, Hermina (Ribice, 1875 április 1.-†1945 január 13.) Brád, 1895 június 10.
                  - J1. Olga (Körösbánya, 1896 március 25.†Körösbánya, 1897 július 28.)
                  - J2. Pál, Zoltán (Körösbánya, 1898 április 26.-)
                  - J3. István, Jenő (Körösbánya, 1900 augusztus 10.-†Kanada, 1965 szeptember 20.) neje: Schwartner Lotti. Köln, 1930 május 30.

                - I9. Izabella (Brád, 1874 május 2.-†Brád, 1875 március 31.)
                - I10. Emília (Brád, 1876 április 22.-†1927) férje: Szekeres Viktor.
                - I11. Irma (Brád, 1879 január 20.-†1939 évi szeptember hó 25. után.) férje: Kilin Mihály. (-†1939 évi szeptember hó 25. után.)
                - I12. Szidónia (Brád, 1881 július 6.-†Brád, 1882 június 20.)

            - G2. Klára férje: királyfalvi Kálmán István.
            - G3. Julia férje: szentgerliczei Cseh István.
            - G4. Ágnes férje: Tötösy István .

          - F4. József I.  (Székelyudvarhely, 1768 február 18.-†Székelyudvarhely, 1824 január 29.). 1. neje: Koronkai Mária. 2. neje: Vajai Sára, özvegy Botzor Györgyné. (-†Székelyudvarhely, 1828 október 28.) Székelyudvarhely, 1806 november 22. Két fia Koronkai Máriától.
            - G1. József II.  (Székelyudvarhely, 1791–†Székelyudvarhely, 1792 április 18.)
            - G2. János I.  (Székelyudvarhely, 1792 március 23.-†Székelyudvarhely, 1849 december 4.) neje: Solymosi Rákhel (Székelyudvarhely, 1797 július 20.-†Székelyudvarhely, 1864. október 28.) Székelyudvarhely, 1816. december 26. Solymosi Rákhel apja Solymosi Dániel. 
              - H1. György I.  (Székelyudvarhely, 1818 január 25.-†1829 előtt.)
              - H2. Julianna (Székelyudvarhely, 1820 január 8.-)
              - H3. Zsuzsanna (Székelyudvarhely, 1821 december 23.-†Székelyudvarhely, 1891 május 22.) férje: Suvada András (1813-) Székelyudvarhely, 1839 július  5.
              - H4. János II.   (Székelyudvarhely, 1824 február 23.-)
              - H5. Anna I.  (Székelyudvarhely, 1826 április 12.-†1832 előtt)
              - H6. György II.   (Székelyudvarhely, 1829 augusztus 28.-)
              - H7. Anna II.  (Székelyudvarhely, 1832 január 21.-)
              - H8. Katalin (Székelyudvarhely, 1834 november 5.-)

            - G3. Borbála (Székelyudvarhely, 1793 május 1.-)
            - G4. György (Székelyudvarhely, 1795  október 13.-)
            - G5. József III.  (Székelyudvarhely, 1799 április 13.-†Székelyudvarhely, 1850 szeptember 22. neje: Kováts Rozália. Székelyudvarhely, 1821 november 14.  Kováts Rozália apja Kováts Imre.
              - H1. Borbára (Székelyudvarhely, 1822 december 1.-†Székelyudvarhely, 1911 április 6. ) férje: szenterzsébeti Fejérváry Lajos, (1808-†1884 március 4.) Székelyudvarhely 1845. Megyei főorvos Székelyudvarhelyen.
              - H2. Károly (Székelyudvarhely, 1827 szeptember 23.-†1915 augusztus) neje:martonosi  Gálffy (Gálfi)  Mária, gyermektelen. Királyi adófelügyelő Székelyudvarhelyen.
              - H3. Emilia (Székelyudvarhely, 1832 július 18-)

            - G6. János II.  (Székelyudvarhely, 1802 április 1.-†Székelyudvarhely, 1852 április 26.) neje: Felméri Mária. (Székelyudvarhely, 1804 május 22.-†Székelyudvarhely, 1882 november 22.) Székelyudvarhely, 1825 október 26.
              - H1. Róza (Székelyudvarhely, 1826 december 16.-) férje: Baczoni László (1822-). Székelyudvarhely, 1844 augusztus 3.
              - H2. Mária (Székelyudvarhely, 1828 július 21.-)
              - H3. Karolina (Székelyudvarhely, 1830 április 14.-†Székelyudvarhely, 1830 május 23.)
              - H4. Lajos (Székelyudvarhely, 1832 február 12.-†Székelyudvarhely, 1841 május 6.)
              - H5. Anna (Székelyudvarhely, 1837 május 15.-)
              - H6. Dénes I.  (Székelyudvarhely, 1841 május 24.-†Székelyudvarhely, 1842 május 13.)
              - H7. Dénes II.  (Székelyudvarhely, 1844 május 7.-) neje: Szeles Róza (Székelyudvarhely, 1850 július 29.-) Székelyudvarhely, 1869 szeptember 20. Nem született  gyermekük.
              - H8. Borbála (Székelyudvarhely, 1846 július 5.-†Székelyudvarhely, 1847 január 14.)

            - G7. Lajos (Székelyudvarhely, 1806 július 25.-†Székelyudvarhely, 1829 július 23.)
            - G8. Károly (Székelyudvarhely, 1811 február 10.-†Székelyudvarhely, 1811 május 17.)
            - G9. Anna (Székelyudvarhely, 1812 május 13.-)

          - F5. Julianna (Székelyudvarhely, 1770 szeptember 27.-†Székelyudvarhely, 1850 február 12.) férje: Mihály György (Székelyudvarhely, 1779 február 25.-†1850 előtt.) Székelyudvarhely 1804 február 6. Csizmadia mester legény. Mihály György szülei Mihály János I. (1744 k.-†Székelyudvarhely, 1807 december 15.) és Téglás Mária, (Székelyudvarhely, 1748 szeptember 22.-†Székelyudvarhely, 1829 december 16.) Székelyudvarhely, 1768 május 5.
          - F6. Sándor II.  (Székelyudvarhely, 1773 január 7.-†Székelyudvarhely, 1773 január 16. )
          - F7. Sándor III.  (Székelyudvarhely, 1774 március 26.-†1823 után) neje: Böltskévi Anna, (1776 k.-†Székelyudvarhely, 1818 december 14.) Székelyudvarhely, 1795 január 6.
            - G1. Lajos I.  (Székelyudvarhely, 1795 október 6.-†Székelyudvarhely, 1806 január 12.)
            - G2. Anna (Székelyudvarhely, 1798 július 30.-) férje: Gálffi Elek.
            - G3. Zsuzsanna (Székelyudvarhely, 1801 január 29.-†Székelyudvarhely, 1804 július 10.)
            - G4. Szakács Mózes I.  (Székelyudvarhely, 1803 január 17.-†1812 előtt.)
            - G5. Áron (Székelyudvarhely, 1805 december 27.-†1850 április 1. előtt) neje: Olajos Zsuzsanna (özvegy Dorusky Feterna, Olajos Zoltánné) Székelyudvarhely, 1826 augusztus 26. 
              - H1. Lajos I.  (Székelyudvarhely, 1827 július 21.-†Székelyudvarhely, 1829 július 23.)
              - H2. Zsuzsanna (Székelyudvarhely, 1825-) férje: Csoma Sándor (1825-) Székelyudvarhely, 1850 április 1.
              - H3. Borbála (Székelyudvarhely, 1830 február 21.-)
              - H4. Lajos II.  (Székelyudvarhely, 1832 április 28.-†Székelyudvarhely, 1841. január 6.).
              - H5. Károly I.  (Székelyudvarhely, 1833 december 26.-†Székelyudvarhely, 1861 május 7.) neje: Szabó Rozália. Székelyudvarhely, 1856 január 21.
                - I1. Károly II. (Székelyudvarhely, 1856 szeptember 23.-†Székelyudvarhely, 1856 október 5.)
                - I2. Rozália (Székelyudvarhely, 1858 szeptember 21.-)
                - I3. Áron (Székelyudvarhely, 1860 szeptember 29.-†Székelyudvarhely, 1860 október 4.)

            - G6. Sándor IV.  (Székelyudvarhely, 1809 február 6.-†Székelyudvarhely, 1809 július 24.)
            - G7. István I. (1811-1813-†Felsőtők, 1868 március 26.) neje: kovásznai Bogdán (Bogdány) Mária (*1814.-†Felsőtők, 1879 szeptember 25.) 
              - H1. IIstván II.  (1841-† Felsőtők, 1861 október 17.)
              - H2. József (1844-†Felsőtők, 1861 október 20.)
              - H3. Julianna (1846-) férje: Bálint Zsigmond özvegy (1826-) (Felsőtők, 1866 május 24..
              - H4. Károly (Felsőtők, 1847-†Fellak, 1889 szeptember 21.) neje: csik- szentmártoni és csikdelnei Bocskor Anna (Nina) , özvegyasszony (Fellak, 1853-†Fellak, 1889 február 19.). Fellak, 1873 november 25. Bocskor Nina apja Bochkor Sándor.)
                - I1. Etelka (Fellak, 1874 szeptember 4.-†Magyarborzás, 1891 május 11.) férje: lécfalvi Sipos  Gyula. (1859 március 20.-†Retteg, 1942 november 14.)
                - I2. Katalin (Fellak, 1876 október 9.-†Magyarborzás, 1936) férje: özvegy Sipos Gyula. (1859 március 20.-†Retteg, 1942 november 14.) Fellak, 1892 január 10. (Szakács Etelka a szülésbe belehalt, 17 éves volt, s ezt követően Sipos Gyula testvérét, a 16 éves Szakács Katalint vette el feleségül.) Sipos Gyula református lelkész, aki Kis Solymoson lakik.
                - I3. Ilona (Fellak, 1878 augusztus 18.-†Alsóilosva, 1938 július 7.) férje: peselnekei és rápolti Rápolthy Sándor, tanító volt Alsóilosván.
                - I4. János (Fellak, 1880 június  8.-†Fellak, 1880 augusztus 7.)
                - I5. Margit (Fellak, 1881 október 7.-†Fellak, 1882 február 24.)
                - I6. Anna (Fellak, 1884 március 10.-†Fellak, 1887 november 18.)
                - I7. Sándor (Fellak, 1888 április 23.-†Sajóudvarhely, 1918 november 19.) neje: Fekete Jolán (Sajóudvarhely, 1894 augusztus 27.-†Sajóudvarhely, 1971 szeptember 22.) Sajóudvarhely, 1910 július 16. Fekete Jolán szülei Fekete Albert ev. ref. körjegyző. ( Bethlen, 1863 szeptember 30.-†Sajóudvarhely, 1908 augusztus 24.) és Szénásy Berta (Mezőmadaras, 1861-†Sajóudvarhely, 1931 augusztus 4.) Sajóudvarhely, 1892 augusztus 30. ]
                  - J1. Jolán (Fellak, 1911 június 5.-†Dés, 2000 április 12) férje: Gombár Sándor II. (Dés, 1899 június 13.-†Dés, 1974 augusztus 17.) Sajóudvarhely, 1933 október 16. Gombár Sándor II. szülei Gombár Sándor I. (1865-†Dés, 1949 augusztus 10.) és Ignácz Mária (-†Dés, 1949 december 10.)
                  - J2. Sándor I.  (Fellak, 1912, május 4.- †Fellak, 1912 szeptember 25.)
                  - J3. Sándor II. Károly (Fellak, 1913 július 24.-†Sajóudvarhely, 1918 november 21.)
                  - J4. Dóra (Fellak, 1914 október 19.-†Budapest, 1998 június 28..) férje: Dr. Sipos  Béla II.  (Rimaszombat, 1904 augusztus 18-†Budapest, 1980 szeptember 17.) Sajóudvarhely 1944 június 25.
                  - J5. Tihamér (Sajóudvarhely, 1917 május 20.-†Sajóudvarhely, 1918 november 14.)

              - H5. Karolina (1850-) férje: Bálint Mihály.
              - H6. Sándor I.  (Felsőtők, 1851-†Felsőtők, 1853 előtt.)
              - H7. Sándor II.  (Felsőtők, 1853 augusztus 13.-†1912. Ikertestvér Szakács Borbála. neje: Cseh Róza (Felsőtők, 1851 augusztus 17.-†1915) Felsőtők, 1875 november 30. Cseh Róza szülei: Cseh József I. és Jakabházi Zsuzsanna. Felsőtők, 1846 február 16. Jakabházi Mihály leánya Jakabházi Zsuzsanna.
              - H8. Borbála (Felsőtők, 1853. augusztus 13.-†1901 után.) Ikertestvére Szakács Sándor. férje: Nagy Károly (1837-†Fellak, 1896 június 6.)

            - G8. Mózes II.  (Székelyudvarhely, 1812 november 6.-) Anyja Böltskévi Anna.
            - G9. Sándor V.  (Székelyudvarhely, 1820 január 15.-†Székelyudvarhely, 1872 május 14.) Anyja Pál Anna.
            - G10. Lajos (Székelyudvarhely, 1822 február 7.-†1823 március 28.) Anyja Pál Anna.

          - F8. Ferenc I.  (Székelyudvarhely, 1776 szeptember 19.-†Székelyudvarhely, 1778. december 28.)
          - F9. Ferenc II.  (Székelyudvarhely, 1782 május 25.-†Székelyudvarhely, 1848 április 6.) neje: Mihály Julianna.
            - G1. Ferenc III. (Székelyudvarhely, 1803 december 2.-)
            - G2. Rákhel I. (Székelyudvarhely, 1806 január 8.-†1813 előtt)
            - G3. Imre (Székelyudvarhely, 1810 május 22.-)
            - G4. Rákhel II.  (Székelyudvarhely, 1813 április 17.-†Székelyudvarhely, 1874 december 26.) férje:Vetési Dániel I. (1812-†Székelyudvarhely, 1850 április 9.) Székelyudvarhely, 1835 november 11.
            - G5. Julianna (Székelyudvarhely, 1816 június 5.-) férje: Borbé Miklós (1801-) Székelyudvarhely, 1838 december 18.
            - G6. Mária (Székelyudvarhely, 1819 április 15.-)
            - G7. Rozália (Székelyudvarhely, 1822 január 27.-†1876 után)1. férje: Keszler Dániel (1810-†1862 május előtt.) Székelyudvarhely, 1846 május 18. 2. férje: Asztalos Sándor (1816-) Székelyudvarhely, 1862 május.
            - G8. Anna (Székelyudvarhely, 1826 december 21.-)

        - E3. Mihály I. (1745 k.-†1806 után) neje: Téglás Rebeka (Székelyudvarhely, 1752 február 3.-†Székelyudvarhely, 1828 május 14.) Székelyudvarhely, 1770 május 2.
          - F1. Rebeka (Székelyudvarhely, 1771 március 17.-)
          - F2. Mihály II.  (Székelyudvarhely, 1773 október 1.-)
          - F3. Anna I.  (Székelyudvarhely, 1776 október 7.-†Székelyudvarhely, 1776 december 19.)
          - F4. Sámuel I.  (Székelyudvarhely, 1779 október 3.-†Székelyudvarhely, 1846 május 11.) neje: Kállai Anna. Székelyudvarhely, 1782 október 6.-†Székelyudvarhely, 1852 július 23.) Székelyudvarhely, 1802 május 12. Kállai Anna szülei ifj. Kállai István (-†Székelyudvarhely, 1827 május 8.) és Kassai Anna. (Székelyudvarhely, 1758 március 2.-†Székelyudvarhely, 1840 május 7.) Székelyudvarhely, 1776 május 8. Kassai Anna apja Kassai Mihály.
            - G1. Mihály (1803-) neje: Bíró Julianna.
              - H1. Rebeka (Székelyudvarhely, 1823 január 9.-) férje: Bögözi Mihály.

            - G2. Anna (Székelyudvarhely, 1804 március 12.-)
            - G3. János neje: Kovács Rebeka.
              - H1. Anna férje: Bartos Dénes.
              - H2. Sándor neje: Molnár Judit.
                - I1. János neje: Székely Júlia.

              - H3. Mózes neje: Borbély Anna. 
                - I1. Júlia férje:  Benkő Mihály.

            - G4. Klára  férje: székelyudvarhelyi Mezei Károly.
            - G5. Eszter (Székelyudvarhely,1808. július 31.-)
            - G6. Mózes I.  neje: Kecseti Sára. Birtokos Keresztúrszéken, Udvarhely vármegye
              - H1. Sándor (1831-) neje: Gecse Anna.
                - I1. Róza férje: Jodál József.

              - H2. Mózes II.  (Betfalva, 1828 november 21.-†Székelyudvarhely, 1894 október 13.). neje: Piskoty Erzsébet. 1869. Református lelkész és kollégiumi tanár Székelyudvarhelyen.   
                - I1. Zoltán I. (1871-†Székelyudvarhely, 1873 november 5.)
                - I2. Vilma (1872 szeptember 19.-†Székelyudvarhely, 1880. április 29. )
                - I3. Zoltán II.  (Székelyudvarhely, 1877 január 7.-†1941 november 11. után.) neje: patakfalvi Ferenczy Mariska. Székelyudvarhely, 1899.
                  - J1. Erzsébet férje: Dr. Puskás Levente, ügyvéd.
                  - J2. Zoltán III.  (Székelyudvarhely, 1904 február 13.) Gyógyszerész Magyarországon.
                  - J3. Mária (1901-†Székelyudvarhely, 1902 augusztus 25.)
                  - J4. Iván

                - I4. Ilona (1874 augusztus 8.-†Székelyudvarhely, 1912 március 3..). férje: Dr. Lukácsffy István, (-†1904 február 13.-1912 között.) ügyvéd, majd közjegyző Székelykeresztúron.

          - F5. József  (Székelyudvarhely, 1782 május 25.-†Székelyudvarhely, 1834 február 1.)
          - F6. Imre (Székelyudvarhely, 1784 október 29.-)
          - F7. Anna II.  (Székelyudvarhely, 1786 március 9.-†1788 előtt.)
          - F8. Anna III.  (Székelyudvarhely, 1788 március 9.-†Székelyudvarhely, 1847 augusztus 2. ) férje: Solymosi András  (Székelyudvarhely, 1779 június 23.-†Székelyudvarhely, 1842 május 2.) Székelyudvarhely, 1805 február 20. Solymosi András apja Solymosi Szabó János.
          - F9. Dániel I.  (Székelyudvarhely, 1790 július 25.-†Székelyudvarhely, 1790 július 24.)
          - F10. Dániel II.  (Székelyudvarhely, 1791 július 31.-†Székelyudvarhely, 1864 április 21.) neje: Bartha Zsuzsanna, (Székelyudvarhely, 1797 március 23.-†Székelyudvarhely, 1836 szeptember 15.) Székelyudvarhely, 1824 március 29.Bartha Zsuzsanna szülei Bartha Mihály (1758-†Székelyudvarhely, 1838 június 7.) és Kassay Klára, Székelyudvarhely, 1785 december 6. Kassay Klára apja Kassay János.]
            - G1. Dániel II.  (Székelyudvarhely, 1824 december 31.-†Székelyudvarhely, 1857 augusztus 11.)
            - G1. Klára (Székelyudvarhely, 1827 január 20.-†Székelyudvarhely, 1903. december 19.) neje: Blayer Vengel.
            - G2. Zsuzsanna (Székelyudvarhely, 1829 március 6.-) férje: Bíró Sámuel II. (Székelyudvarhely, 1817 szeptember 6.-) Székelyudvarhely, 1852. augusztus 12.
            - G3. Julianna I.  (Székelyudvarhely, 1831 április 21.-†1835 előtt.)
            - G4. József (Székelyudvarhely, 1833 március 1.-) .)
            - G5. Julianna II.  (Székelyudvarhely, 1835 április 11.-)

        - E4. József I.  (Székelyszenterzsébet, 1736 k.-†Székelyszenterzsébet, 1809 november 23.) neje: Török Erzsébet. (Székelyszenterzsébet, 1741-†Székelyszenterzsébet, 1816 szeptember 29.) Székelyszenterzsébet, 1762 január 6.
          - F1. Ferenc (Székelyszenterzsébet, 1765 k.-†Székelyszenterzsébet, 1767 december 28.)
          - F2. József II.  (1771-†1843 március 1.) neje: Hajdó Anna. Székelyszenterzsébet, 1792 január 27. Hajdó Anna apja Hajdó János.
            - G1. Dávid I.  (Székelyszenterzsébet, 1793 június 16.-†Székelyszenterzsébet, 1876 november 16.).neje: Kádár Sára (1756-†Székelyszenterzsébet, 1826 december 2.) 1819 Kádár Sára, apja Kádár Pál.
              - H1. József (Székelyszenterzsébet, 1820 március 3.-†Köln 1870) Festő.
              - H2. Dávid II.  (Székelyszenterzsébet, 1822 augusztus 26.-)
              - H3. Anna (Székelyszenterzsébet, 1825 szeptember 15.-)
              - H4. Pál. (Székelyszenterzsébet, 1828 március 1.-)
              - H5. Mária (Székelyszenterzsébet, 1831 június 10.-).

            - G2. József III.  (Székelyszenterzsébet, 1795 december 23.-†1797 május.)
            - G3. József IV.  (Székelyszenterzsébet, 1801 szeptember, 25.-) neje: Csakany  Rákhel.
              - H1. Gábor (Székelyszenterzsébet, 1833 március 16.-)

            - G4. Mihály (Székelyszenterzsébet, 1803 szeptember, 25.-†Székelyszenterzsébet, 1880 október 20.)
            - G5. Péter (Székelyszenterzsébet, 1805 június 1.-) neje: Jakabbfi Borbála.
              - H1. András (Székelyszenterzsébet, 1837 december 4.-)
              - H2. Julianna I.  (Székelyszenterzsébet, 1838 március 13.-†Székelyszenterzsébet,  1838 június 20.)
              - H3. Pál (Székelyszenterzsébet, 1839  július 11.-)
              - H4. Julianna II.  (Székelyszenterzsébet, 1841 október 26.-†Székelyszenterzsébet, 1850 november 23.)
              - H5. Mária (Székelyszenterzsébet, 1852 április 25.-) férje: Lőrinczi János II. (Székelyszenterzsébet, 1848 február 10. -) Székelyszenterzsébet, 1873 február 11. Lőrinczi János II. szülei: Lőrinczi János I. (Székelyszenterzsébet, 1816 június 19.-†Székelyszenterzsébet, 1881 december 1.) és Jakabbfy Borbára (Székelyszenterzsébet, 1812 augusztus 7.-†Székelyszenterzsébet, 1881 november 13.) Székelyszenterzsébet, 1847 január 29.

          - F3. Kata I.  (Székelyszenterzsébet, 1772-†Székelyszenterzsébet, 1772 szeptember 20.)
          - F4. Kata II.  (Székelyszenterzsébet, 1774 június 19.-) férje:  Tordai Péter, Székelyszenterzsébet, 1804 július 3.
          - F5. Péter I.  (Székelyszenterzsébet, 1783 november-†Székelyszenterzsébet, 1817 október 28.) neje: szenterzsébeti Jakabbfy Bora. Székelyszenterzsébet, 1804 október 2. 
            - G1. Zsuzsanna (1809 szeptember 7.-†1834 október 18.) férje: Szakács István. (1796-†1840 január 16.) Székelyszenterzsébet, 1827 március 27. Szakács Zsuzsa apja Szakács Péter.
            - G2. Péter II.  (Székelyszenterzsébet, 1805 szeptember 1.-†Székelyszenterzsébet, 1886 szeptember 18.) neje: Szakács Rákhel. (Székelyszenterzsébet, 1808 március 18.-†Székelyszenterzsébet, 1883 március 17.) 1829 február 8.
              - H1. Zsuzsánna (Székelyszenterzsébet, 1830 február 19.-†1914 május 6. után) férje: Beke István. (-†1914 május 6. előtt) Székelyszenterzsébet, 1849. április 9.
              - H2. Anna, Annis (Székelyszenterzsébet, 1832 november 25.-) férje: Varga János.
              - H3. Julianna (Székelyszenterzsébet, 1836 december 2.-†Szászváros, 1914 május 5.) 1. férje: Mayer János I. (Bukovina (Szlovákia), 1834-†Segesvár, 1874 február 20.). Székelyszenterzsébet, 1861 augusztus 7. 2. férje: Hajdó Péter. (-†1914 május 6. után)
              - H4. József (Székelyszenterzsébet, 1841 szeptember 17.-†Székelyszenterzsébet,  1915 július 25) neje: kissolymosi Mátéfy Rákhel. (Kissolymos, 1843 k.-†Székelyszenterzsébet,  1918 február 22. ) Székelyszenterzsébet, 1871. február 13.
                - I1. Károly (Székelyszenterzsébet, 1871 január 29.-) neje: Babos Katalin. Tanító.

              - H5. Karolina (Székelyszenterzsébet, 1844 augusztus, 14.-†Székelyszenterzsébet, 1878 augusztus 25.) férje: Bokor Sándor, gazdatiszt.
              - H6. István (Székelyszenterzsébet, 1847 július 23.-†Kecskemét, 1888 május 3.)  neje: kisujszállási Pólya Róza (Kisújszállás, 1855 szeptember 5.-†Szeged, 1905 december 23. ) Kecskemét, 1875. október 23.
                - I1.  Andor I. (*Kecskemét, 1877. november 18.-†Budapest, 1942. február 18.) neje Bagó Jolán. (*Budapest, 1899. április 13.-†Budapest, 1984.) Budapest, 1918. július 3.

              - H7. Péter III.  (Alsószőlős, 1851 június 6.-†Marosvásárhely, 1947 június 12. előtt) neje: ábránfalvi Ugron Róza. (Bikafalva, 1861 május 16.-†1942 február 22. után) 1883
                - I1. Tibor ( Nyitra, 1884. május 23.-†1976. március 26.) Jogvégzett, volt tisztviselő Székelyudvarhelyen, birtokos Bikafalva községben. 
                  - J1. Tibor (Bikafalva, 1924 október 11.-†1999 október 4), tisztviselő, neje: Tályán Anna (Székelyudvarhely, 1922 június 16.-†1997 november 10.) telefonista.
                    - K1. István Péter (Székelyudvarhely, 1957 június 27.) tanár, író, neje: Fülöp Margit (Etéd, 1959 január 3.) tanár.
                      - L1. IV. Péter (Székelyudvarhely, 1988 december 14.), filozófiatörténész.

                - I2. István ( Nyitra, 1886 május 9.-†1942 február 18. után.) neje: kiskantafalvi Rátz Róza, Ilona (Kőhalom, 1886 május 18.-†Budapest, 1942 augusztus 7. után.) Budapest, 1927 augusztus 13. Okleveles mérnök.
                - I3. Zoltán (Kolozsvár, 1892 december 28.-†1945 február 10. után.) neje: kiskantafalvi Rátz Piroska (Medgyes, 1897 november 18.-) Décsfalva, 1918 június 20. Gazdász, jogvégzett, birtokos, vállalkozó, gazdasági felügyelő, tartalékos tüzérfőhadnagy.[Rátz Piroska szülei: kiskantafalvi Rátz Sándor földbirtokos és alsólendvai Lendvay Róza.  
                  - J1. Gáspár (Bikafalva, 1919 április 22.-)
                  - J2. Zoltán (Bikafalva, 1920 szeptember 9.-)
                  - J3. Klára (Bikafalva, 1922 december 10.-)

## Jelentősebb Szakácsok
- Szakáts Péter (1851–1947) jogász, állatorvos, politikus.
- Szakács Mózes (1828–1894) református lelkész, kollégiumi tanár Székelyudvarhelyen
- Szakács Andor (1877-1942) újságíró, író, politikus

## Album

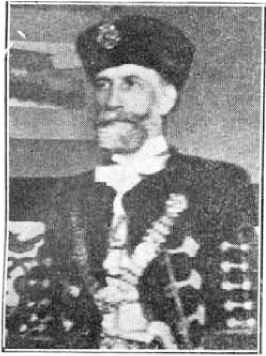
Szakáts Péter (1851-1947) jogász, állatorvos, politikus.
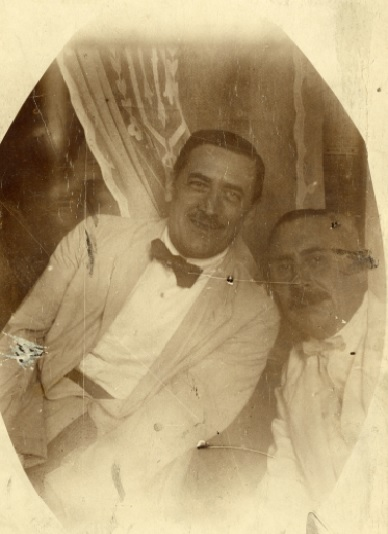
Szakács Andor (1877-1942), újságíró, író, politikus és Krúdy Gyula.